# Athlone
Athlone (en irlandès An Baile Átha Luain, és a dir, ciutat del gual de Luan) és una ciutat d'Irlanda, situada a la riba del riu Shannon i al sud del Lough Ree. Es troba a cavall del Comtat de Westmeath i del de Roscommon i de les províncies de Leinster i Connacht). Els barris a l'oest de la vila són situats al Comtat de Roscommon a Connacht però la vila és administrada pel comtat de Westmeath a Leinster on la capital administrativa és "An Mhuileann gCearr" Mullingar.

## Història
Al cor de la història d'Athlone es troba el seu castell, la història del qual és força antiga. La vila fou construïda en un emplaçament molt estratègic, ja que al sud el riu Shannon no es pot travessar davant Clonmacnoise i al nord es troba el Lough Ree.
En 1001 la vila fou conquerida per Brian Boru qui arribà per via fluvial. Cap al segle xii es construí un pont aproximadament a 100 metres al sud del pont actual. A fi de protegir-lo Turloch Mor O Conor va fer construir una fortificació al marge oest del riu. La fortificació i el pont foren contínuament atacats durant el segle xii. A la fi del segle els hiberno-normands hi construïren un monticle coronat per una construcció de pedra d'alta feta en 1210 per John Gray. La torre data d'aquesta època. La resta del castell original va ser completament destruït durant el setge i després reconstruït i ampliat.
Els bastiments actuals foren construïts per a prevenir la ciutat d'un atac de la flota francesa remuntant el Shannon. El castell fou destruït parcialment per un llamp que va caure sobre el dipòsit de municions.

## Agermanaments
- Châteaubriant (Kastell Briant)